# Гарнье, Этьен Бартелеми
Этьен Бартелеми Гарнье (фр. Étienne-Barthélémy Garnier; 24 августа 1759, Париж — 16 ноября 1849, там же) — французский художник.

## Биография
Уроженец Парижа. Выходец из династии краснодеревщиков. Известными мебельщиками-краснодеревщиками были его отец, Пьер Гарнье, и дед, Франсуа Гарнье. Этьен Гарнье рано проявил талант к живописи, которой стал обучаться у художника Жозефа-Мари Вьена. В 1787 году он получил Римскую премию II класса, а в следующем, 1788 году — первого, за программу «Смерть Тацита», обойдя в конкурсе Луи Жироде-Триозона. 
Получив, по условиям премии, право посетить Рим за казённый счёт, он провёл там пять лет, до 1793 года. Затем антифранцузские беспорядки в Риме, вызванные недовольством римских жителей событиями Французской революции, вынудили его, как и многих других художников-французов, покинуть город.
Первая картина Гарнье, написанная им после возвращения из Рима в Париж, «Отчаяние семейства Приама»,  была выставлена в Париже в  1794 году и имела огромный успех Таким же успехом пользовалась в следующем году другая его картина: «Улисс и Навсикая». В 1801 г. Гарнье было поручено написать фреску для античного зала в Лувре. Он выбрал сюжет: «Диана, являющаяся Геркулесу на берегу реки Ладона». Из других его картин известны, в частности: «Наполеон, размышляющий в своем кабинете», «Похороны Дагоберта», «Процессия святого Карло Борромео во время чумы в Милане», «Венчание Наполеона с Марией-Луизой». 
В 1816 году Этьен Бартелеми Гарнье был избран членом французской Академии художеств. Он регулярно выставлял на парижском салоне картины на исторические, мифологические и религиозные сюжеты. Как минимум одну из них, «Похищение сабинянок», в 1815 году приобрёл сам король.
В 1824 году Гарнье было доверено произнести надгробную речь на похоронах Жироде.
Сам он скончался в 1849 году в Париже.

## Галерея

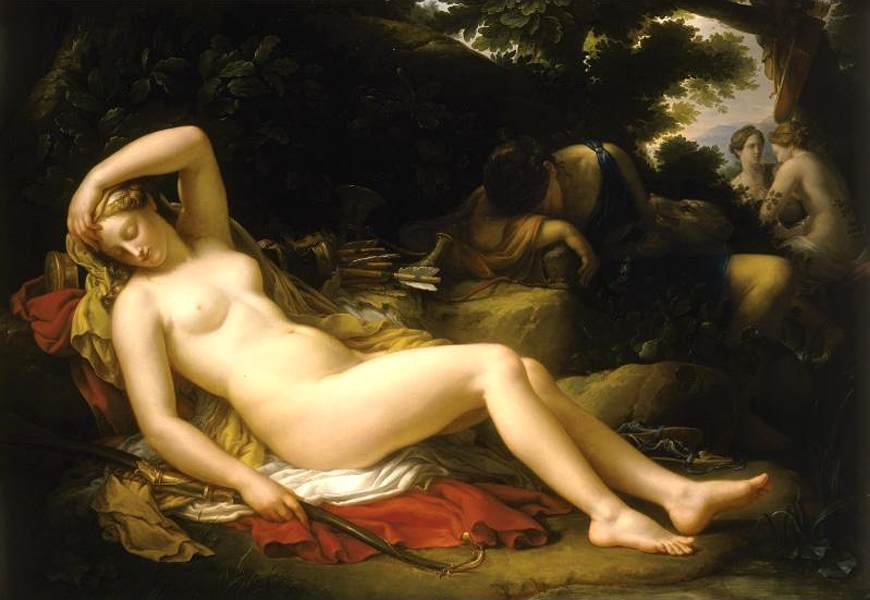
Диана и нимфы, частное собрание.
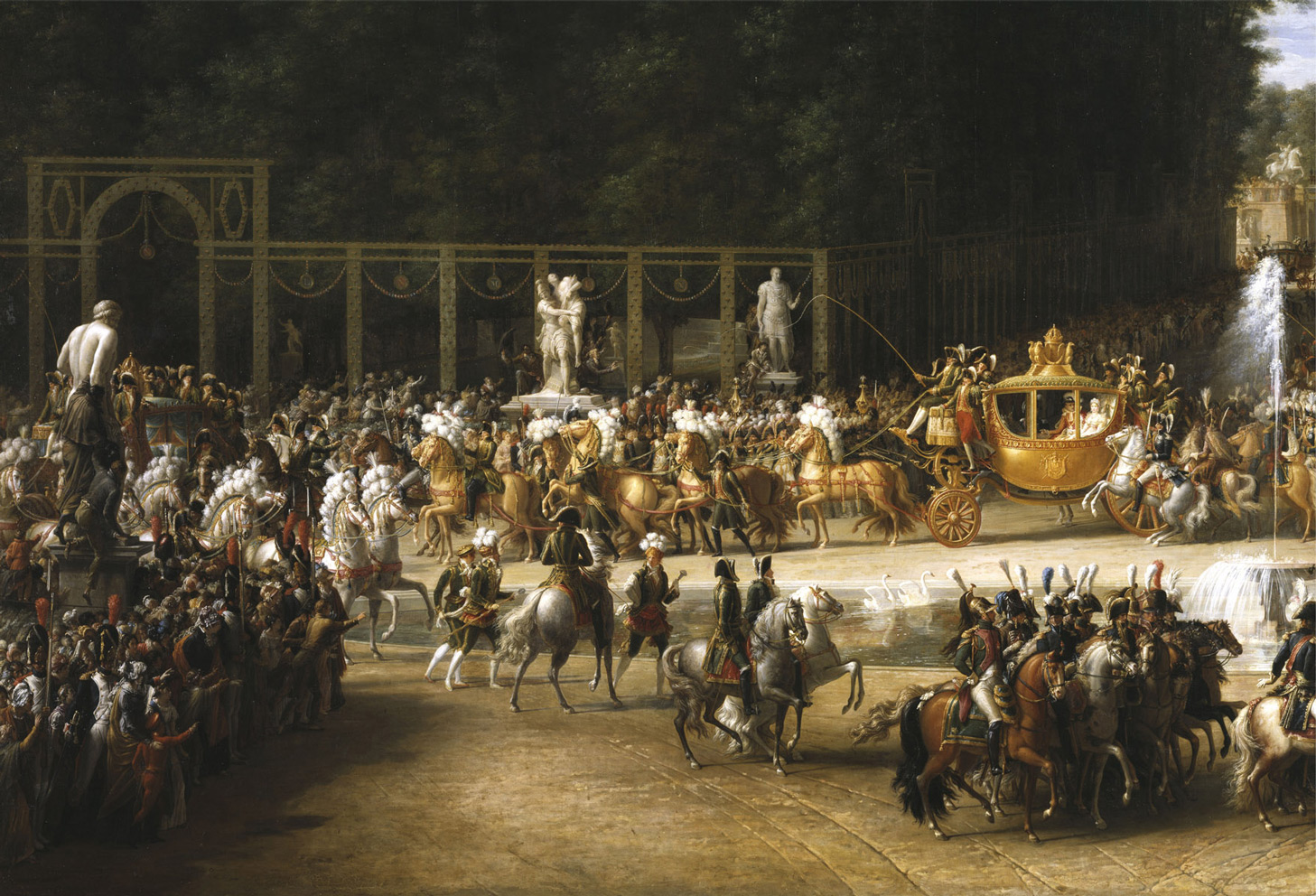
Бракосочетание Наполеона и Марии-Луизы (центральный фрагмент).
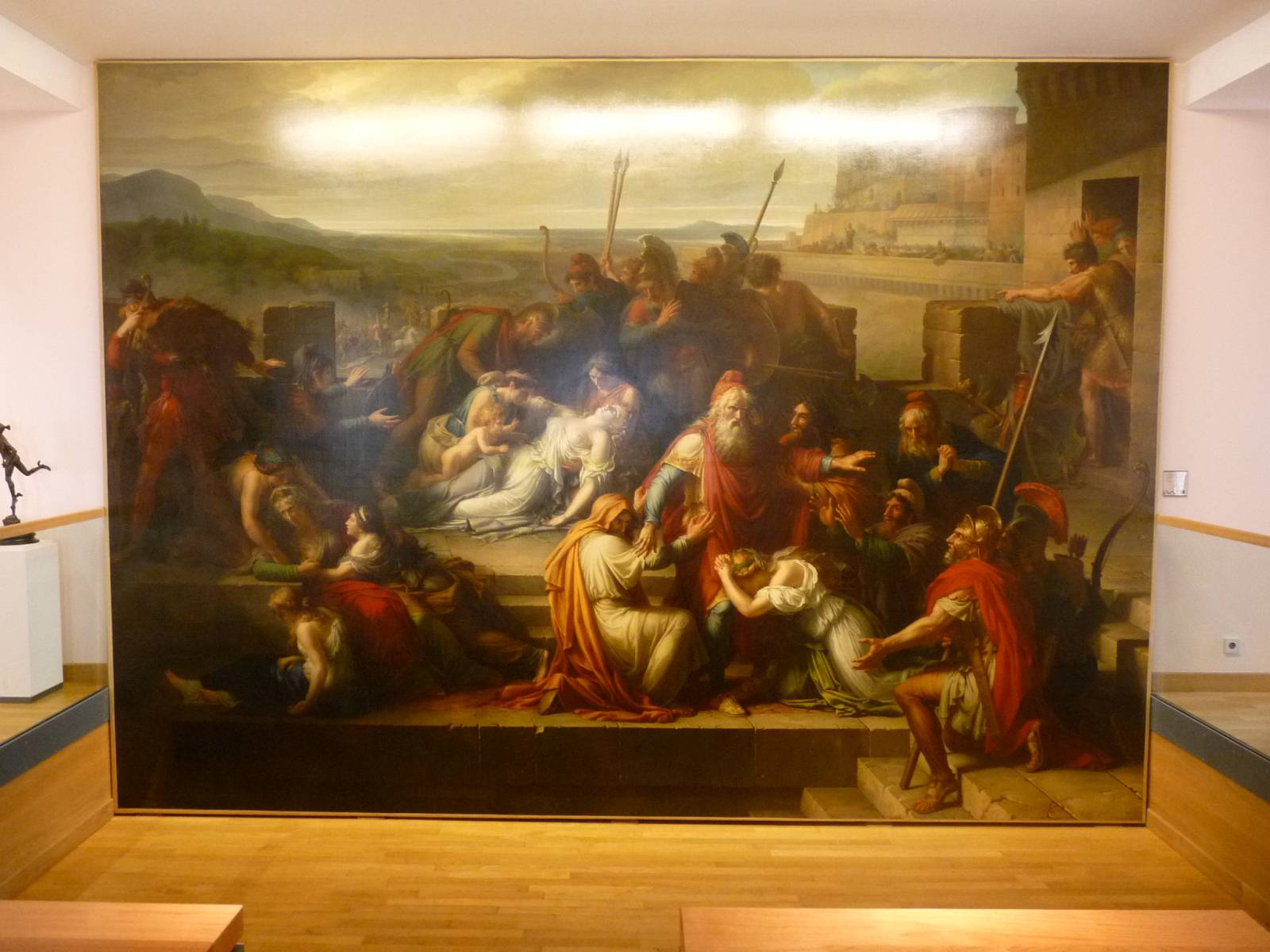
Отчаяние семейства Приама, 1794 (по другим данным, 1804). Музей изящных искусств (Ангулем).
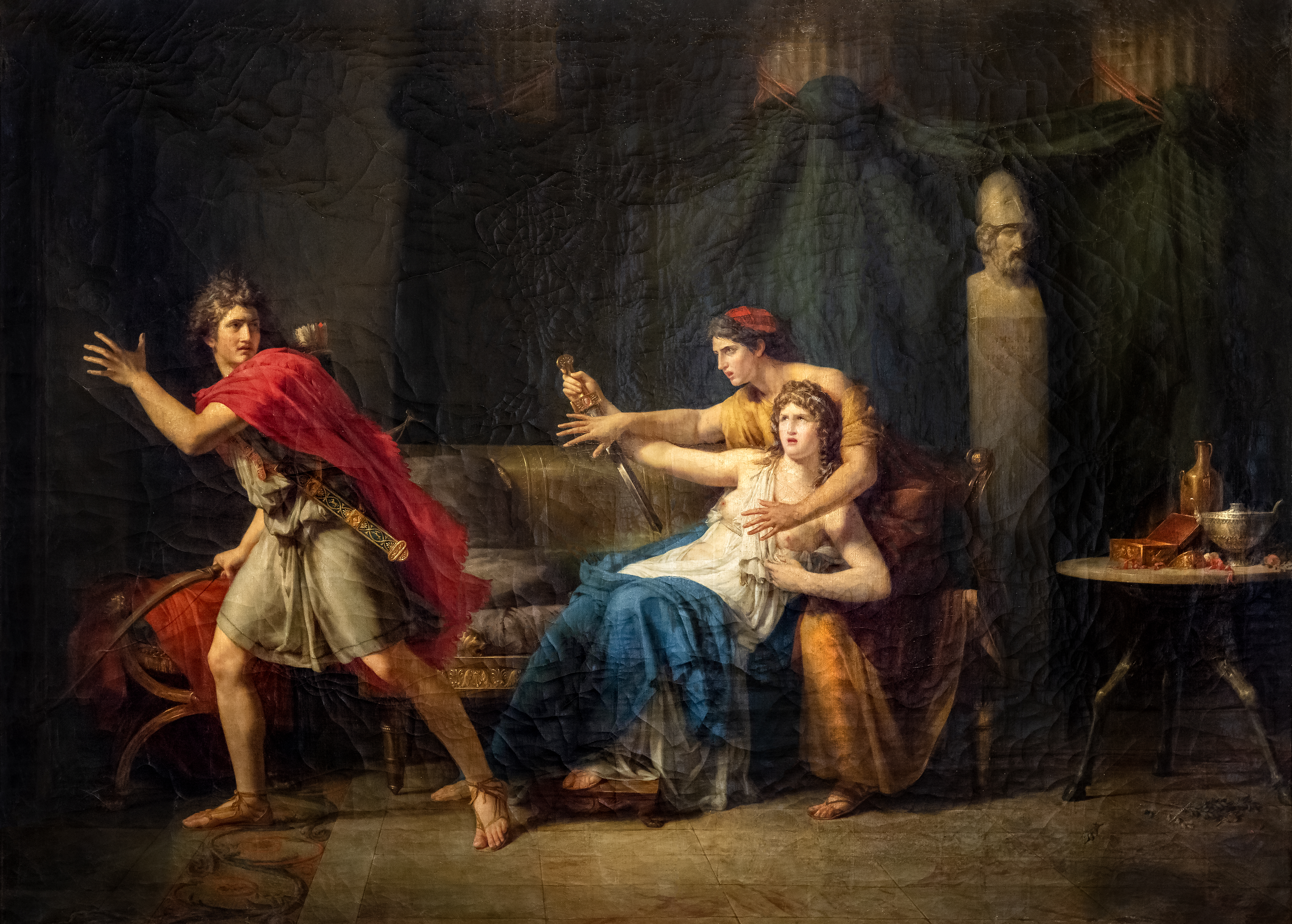
Ипполит и Федра, музей Энгра, Монтобан.